# Chaussan
Chaussan és un municipi francès situat al departament del Roine i a la regió d'Alvèrnia-Roine-Alps. L'any 2007 tenia 949 habitants.

## Demografia

### Població
El 2007 la població de fet de Chaussan era de 949 persones. Hi havia 318 famílies de les quals 44 eren unipersonals (4 homes vivint sols i 40 dones vivint soles), 93 parelles sense fills, 173 parelles amb fills i 8 famílies monoparentals amb fills.
La població ha evolucionat segons el següent gràfic:
Habitants censats

### Habitatges
El 2007 hi havia 354 habitatges, 325 eren l'habitatge principal de la família, 14 eren segones residències i 14 estaven desocupats. 332 eren cases i 21 eren apartaments. Dels 325 habitatges principals, 273 estaven ocupats pels seus propietaris, 44 estaven llogats i ocupats pels llogaters i 8 estaven cedits a títol gratuït; 14 tenien dues cambres, 37 en tenien tres, 84 en tenien quatre i 190 en tenien cinc o més. 272 habitatges disposaven pel capbaix d'una plaça de pàrquing. A 99 habitatges hi havia un automòbil i a 211 n'hi havia dos o més.

### Piràmide de població
La piràmide de població per edats i sexe el 2009 era:
| Homes | Edats   | Dones |
| ----- | ------- | ----- |
| 0     | 95 o +  | 0     |
| 0     | 90 a 94 | 4     |
| 0     | 85 a 89 | 4     |
| 0     | 80 a 84 | 0     |
| 4     | 75 a 79 | 16    |
| 12    | 70 a 74 | 12    |
| 8     | 65 a 69 | 12    |
| 16    | 60 a 64 | 16    |
| 16    | 55 a 59 | 12    |
| 20    | 50 a 54 | 20    |
| 48    | 45 a 49 | 28    |
| 56    | 40 a 44 | 52    |
| 60    | 35 a 39 | 40    |
| 28    | 30 a 34 | 52    |
| 4     | 25 a 29 | 24    |
| 32    | 20 a 24 | 16    |
| 44    | 15 a 19 | 24    |
| 52    | 10 a 14 | 68    |
| 52    | 5 a 9   | 64    |
| 32    | 0 a 4   | 12    |

## Economia
El 2007 la població en edat de treballar era de 639 persones, 487 eren actives i 152 eren inactives. De les 487 persones actives 472 estaven ocupades (248 homes i 224 dones) i 15 estaven aturades (6 homes i 9 dones). De les 152 persones inactives 34 estaven jubilades, 76 estaven estudiant i 42 estaven classificades com a «altres inactius».

### Ingressos
El 2009 a Chaussan hi havia 330 unitats fiscals que integraven 975,5 persones, la mediana anual d'ingressos fiscals per persona era de 20.883 €.

### Activitats econòmiques
Dels 15 establiments que hi havia el 2007, 4 eren d'empreses de construcció, 1 d'una empresa de comerç i reparació d'automòbils, 1 d'una empresa de transport, 2 d'empreses d'hostatgeria i restauració i 7 d'empreses de serveis.
Dels 6 establiments de servei als particulars que hi havia el 2009, 1 era un paleta, 2 lampisteries, 1 electricista, 1 perruqueria i 1 restaurant.
L'any 2000 a Chaussan hi havia 49 explotacions agrícoles que ocupaven un total de 576 hectàrees.

## Equipaments sanitaris i escolars
El 2009 hi havia una escola elemental.

## Poblacions més properes
El següent diagrama mostra les poblacions més properes.